# Monserrat Torrent
Monserrat Silvana Torrent Díaz (Santiago, 11 de mayo de 1985), conocida popularmente como Monti o Monty, es una presentadora de televisión, exbailarina y relacionadora pública chilena. Iniciando su carrera en medios como bailarina a temprana edad, alcanzó reconocimiento masivo como integrante del programa juvenil Mekano de Mega, siendo una de sus integrantes más emblemáticas 
Ha desarrollado una destacada carrera en televisión trabajando actualmente para el programa Sabingo de Chilevisión. Antes fue presentadora del programa Así somos en La Red. Además rostro de los canales de cable Vía X y Bang TV, ambos pertenecientes al holding TVI. También fue locutora de Radio Disney. 
Estudió Relaciones Públicas mención Marketing en el Duoc UC  y cuenta con un Diplomado en Marketing Digital en la Universidad de los Andes.

## Biografía

### Su llegada a la televisión
Comenzó participando en programas infantiles como El club de amigos de La Red y Estación buena onda de TVN. A los 16 años actuó en un capítulo de La otra cara del espejo, serie de unitarios de terror dirigida por Herval Abreu y transmitida en Mega. Tras esto se integró a Mekano en el mismo canal, donde destacó por ser una de las más populares junto a Carla Jara.
En el programa juvenil se mantuvo hasta su fin en 2007, pasando por las etapas de éxito con José Miguel Viñuela y las de menor sintonía con Javier Olivares primero y Juan Pablo Sáez al término. Cada vez fue adquiriendo mayor notoriedad, participando de las teleseries juveniles Xfea2 y EsCool, entre otras, además de estar a cargo de las menciones publicitarias.

### El gran destape
Meses después de que Mekano saliera de pantalla, Monserrat fue invitada al estelar de Chilevisión Primer plano para participar de la sección en la que Jordi Castell fotografiaba a famosos desnudos. Por esos días, también realizó una osada sesión fotográfica para el portal Planeta Modelos.[cita requerida]
A fines de 2007 fue reclutada por el canal de cable Vía X para conducir un programa dedicado al reguetón llamado Bang, todo suena, el que posteriormente daría origen a un nuevo canal de cable dedicado a ritmos urbanos, Bang TV.
Durante el verano del 2008 fue panelista del programa Mira quien habla, siendo candidata a Reina del Festival de Viña del Mar. Pese a obtener el sexto lugar de las votaciones, la Fundación Futuro realizó una encuesta que arrojó que el público la hubiese preferido a ella como reina del certamen.[cita requerida]

### En la actualidad
Desde su llegada en 2007, permanece en el canal de cable Vía X en donde ha estado a cargo de diferentes programas como Moov dedicado a la música actual y que se emite todas las tardes. Además, se integró a Bang TV donde conduce Soundtrax, espacio en el que entrevista a figuras conocidas.
En el año 2020 trabajó en el programa Sacúdete en La Red, en el cual realiza concursos telefónicos.
Fue en el 2023 que se anunció que Torrent dejaba el canal La Red debido a la crisis económica enfrentada por este. Es así que termina sumándose al cana Chilevisión como parte de una nueva sección televisiva conducida por Juan Pablo Queraltó y Emilia Daiber.

## Carrera
- Club de amigos de La Red (La Red, 1998-1999)
- Estación buena onda (TVN, 1998-2000)
- Mekano (Mega, 2001-2007)
- Akademia online (Mega, 2007)
- ¿Cuánto vale el show? (Chilevisión, 2007)
- Bang! Todo suena (Vía X, 2007-2010)
- Teatro en Chilevisión, Como perros y gatos (Chilevisión, 2008)
- Rompe (Vía X, 2011)
- Ponte tú (Vía X, 2012)
- Moov (Vía X, 2013-2016)
- Curiocity (Bang TV, 2013-2017)
- Soundtrax (Bang TV, 2013-2017)
- Así Somos (La Red, abril de 2019-2022)
- Sabingo (CHV, abril 2023-actualidad)

### Telenovelas
- La otra cara del espejo, Juego de niños (2001)
- Amores urbanos (Mega, 2003) como Florencia.
- Don Floro (Mega, 2004) como Elisa.
- Xfea2 (Mega, 2004) como Pamela Lisboa.
- Es cool (Mega, 2005) como Agustina Ortúzar.
- Mitu (Mega, 2005) como Martina Román.
- Porky te amo (Mega, 2006) como Belén Santa Cruz.
- Casado con hijos (Mega, 2006)
- La vida es una lotería (TVN, 2006)

### Videos
- «En la sala» (de Nassim & M-Why)
- «Bailarinas» (de Madvanna)
- «No sé si volverás» (de Juan David Rodríguez)